# Sarvangasana

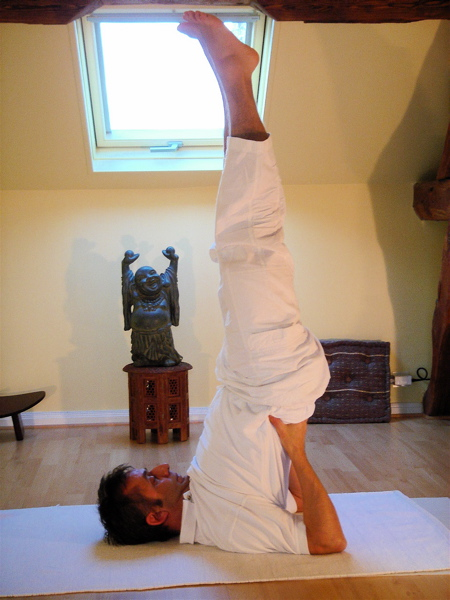
Schouderstand
Sarvangasana

Sarvangasana (Sanskriet voor houding van het hele lichaam en Nederlands voor schouderstand) is een houding of asana.
| Sanskriet | vertaling                   |
| sarva     | alle                        |
| anga      | ledematen                   |
| asana     | houding (letterlijk: 'zit') |

## Beschrijving
Deze yogahouding wordt liggend op de rug uitgevoerd, waarbij beide handen onder het midden van de rug worden gezet en de benen en het onderlichaam vervolgens in de lucht worden gebracht. Het gewicht van het lichaam wordt ondersteund door het hoofd, de nek, het bovenste deel van de rug en de bovenarmen. De ogen staren in de richting van de tenen en het hoofd moet niet opzij worden gedraaid op het moment van de houding.
Veel beoefenaars hebben baat bij deze oefening, gezien het hoofd zich onder een groot deel van het lichaam bevindt. Geoefende yogabeoefenaars kunnen deze pose een langere tijd aanhouden, tot soms wel enkele uren. Echter, gezien het aanzienlijke gewicht dat geplaatst wordt op de halswervel is dit niet aan te raden vanwege de kans op nekletsel.
Een iets veiligere variant op de Sarvangasana is de Salamba Sarvangasana (Ondersteunde Schouderstand, Engels: Supported Schoulderstand).
Er zijn ook nog twee andere schouderstanden: de Padma Sarvangasana (Lotus Schouderstand) en de Ekapa Sarvangasana (Eénbenige Schouderstand). Dit zijn houdingen voor de meer gevorderde beoefenaars. Een gebruikelijke vervolghouding is de Matsyasana (Vis). De schouderstand is ook soms een houding die wordt gebruikt als inleiding en vervolg van voor achteroverbuigende houdingen zoals de Setu Bandha Sarvangasana (Brug)